# Дож

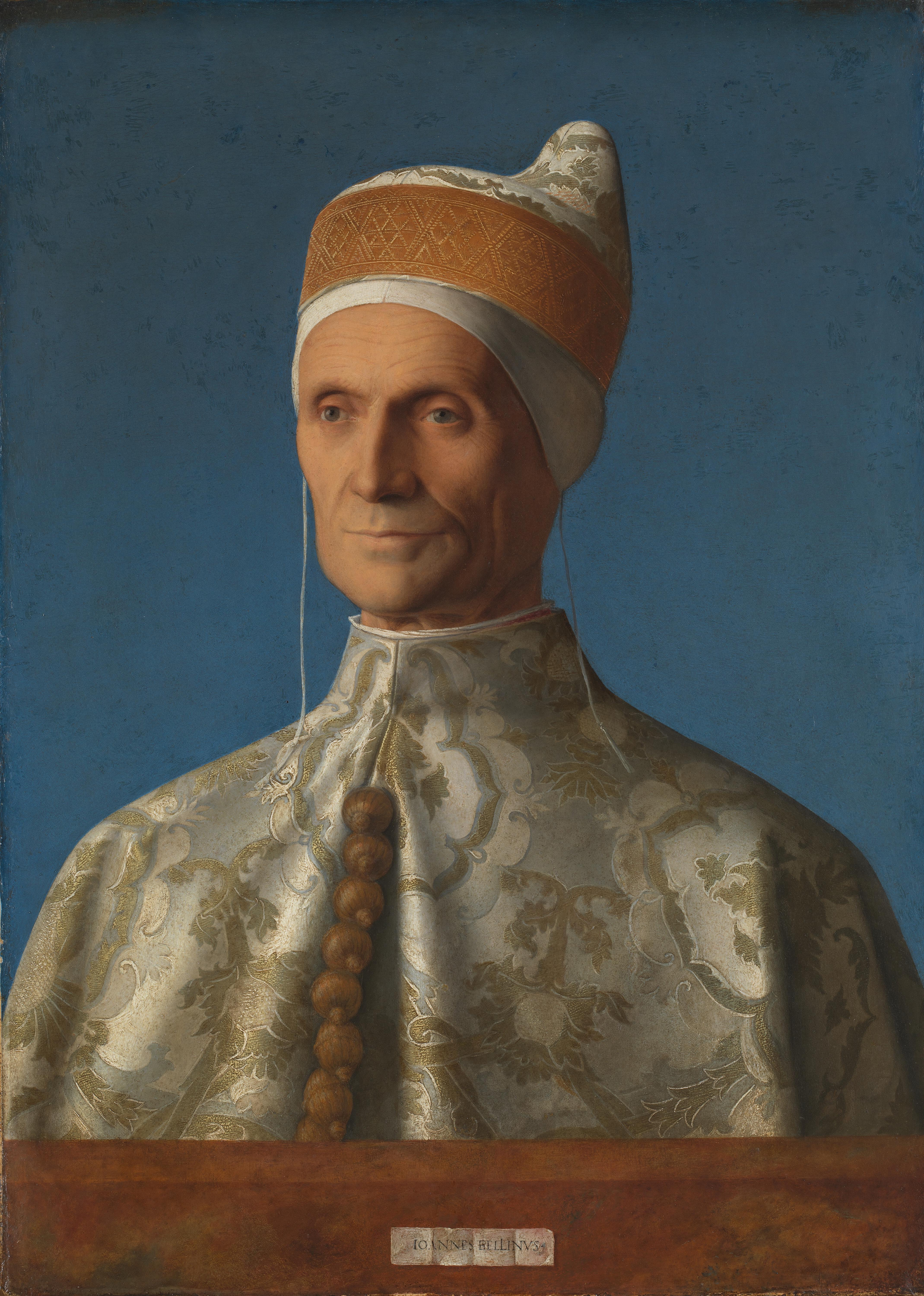
Леонардо Лоредан, дож Венеції (1501, Джованні Белліні). На голові — герцогська (дожська) корона, символ дожів

Дож (італ. doge, від лат. dux — «вождь, проводир»; того ж кореня слова «дукс», «дукат», «дука», «дуче») — титул голови держави в італійських морських республіках — Венеційській, Генуезькій і Амальфійській.

## Венеційський дож

### Походження титулу
Титул дожа (doge, doxe) відомий з XIII століття і є результатом зміни у венеційському діалекті стародавнього титулу герцога (dux, duca). За традицією усіх правителів Венеції ретроспективно називають дожами, хоч впродовж більш ніж десяти століть існування посади з VIII по XVIII століття лише половину цього часу вона саме так називалася. Виник в 697 році, у той час Венеція формально підкорялася Візантії. Першим дожем став Паоло Лучіо Анафесто. Імовірно перші дожі виконували функції намісників Візантійської імперії.

### Процедура виборів
Дожі обиралися з найбагатших і впливовіших родин Венеції. До 1032 року дожі мали практично необмежену владу в державних, військових і церковних справах. Після цього влада дожів була обмежена введенням декількох альтернативних інститутів влади.
Після 1172 року голова держави обирається через складну процедуру. Рада сорока обирав дожа з чотирьох кандидатів, вибраних зі складу Великої ради. На виборах 1229 року Комітет сорока був збільшений до сорока одного, тобто непарної кількості членів.
З 1268 року і до кінця існування титулу діяла процедура вибору, що включає одинадцять голосувань. З тридцяти членів Великої ради вибирали дев'ять. Дев'ять членів ради вибирали сорок чоловік, а з цих сорока вибиралося дванадцять чоловік, які у свою чергу вибирали двадцять п'ять чоловік. Ці двадцять п'ять відсівалися до дев'яти чоловік, дев'ять вибирали сорок п'ять виборців. Після цього сорок п'ять чоловік ще раз зменшувалися до групи з одинадцяти. І нарешті, одинадцять чоловік вибирали сорока одного виборця, які вибирали дожа. Подібний метод голосування був покликаний врахувати інтереси всіх сторін, і не допустити на вищу посаду в державі представника якої-небудь партії або клану, людини небезпечної або нездібної утримати в руках кермо влади.
Коли дож був обраний, він з'являвся перед народом зі словами «Це ваш дож, якщо це вас влаштовує». Після цього він складав присягу, в якій урочисто присягався діяти згідно з законами й на благо держави. Також з 1268 року була введена посада віцедожа або консультанта дожа. Цікавою деталлю є те, що чим меншою з часом ставала реальна влада дожа тим пишніший церемоніал його оточував і тим більше формально дож нагадував монарха. По суті з часом посада справжнього голови республіки ставала лише представницькою.

### Обов'язки дожа
Влада дожа суворо обмежувалася різного роду розпорядженнями. Будучи дожем, він не мав права з'являтися на людях поодинці, не міг поодинці зустрічатися з головами іноземних держав або послами, не міг один розкривати офіційну кореспонденцію. У дожа не могло бути власності на території інших держав. Він не міг покидати територію Палацу дожів і базиліки Сан-Марко.
Зазвичай дожі керували до самої смерті, хоча були випадки розжалування. Доходи дожа на посту були невеликими. Після 1501 року була розроблена процедура посмертного відшкодування збитку, нанесеного дожем в період правління, наприклад в результаті розкрадань.
Один з церемоніальних обов'язків дожа полягав у здійсненні церемонії заручення дожа з морем. Дож кидав кільце до Адріатики з державного корабля — галери, яка носила назву Бучінторо або Букентавр. Традиція з'явилася після 1000 року, на знак завоювання Далмації 26-м дожем П'єтро Орсеоло II.

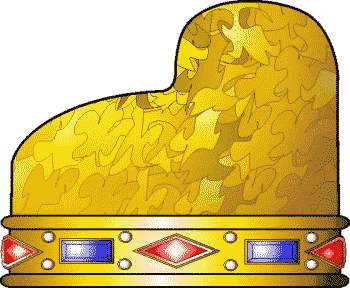
Головний убір дожа

Одяг дожа складався з шапки-ковпака особливої форми, меча, пурпурової або золотої мантії, з коміром з хутра горностая і червоних черевиків, схожих з черевиками візантійських імператорів. Щорічно до Великодня дож очолював процесію від Сан-Марко до жіночого монастиря Сан-Дзаккарія, де настоятелька монастиря вручала йому нову шапку (corno ducale), зшиту черницями. Шапка мала форму рогу, була жорсткою, виготовлялася з парчі.
З часом обов'язки дожа все більше перекладалися на венеційських чиновників.

### Скасування титулу
Титул був скасований Наполеоном в 1797 році. Венеція потрапила в залежність від Австрії, багато форм правління збереглося й після цього, але до інституту дожів Венеція більше не повернулася.

## Генуезький дож
Також титул дожа носив голова Генуезької республіки. Форма правління була позичена у Венеції в 1339 році. Введення було викликане метою навести порядок серед безлічі політичних сил, що існували на той момент в республіці. З 1384 до 1515 року найгідніші і нійпопулярніші громадяни займали пост дожа, за винятком періодів іноземних окупацій. У 1528 інститут дожа був відновлений аристократами, але обмежений терміном правління на два роки. Титул перестав існувати, як і у Венеції, під тиском французьких завойовників.
Ще однією республікою, де обирали дожів була маленька Сенарика. Вона називалася так на честь столиці, яка була розташована на захід від Терамо на Адріатичному узбережжі Центральної Італії. Титул існував з 1343 року до моменту приєднання республіки до Неаполітанського королівства в 1797 році.

## Рекомендована література
- Apostolo Zeno, Compendio della storia Veneta, self-published, Venezia, 1847.
- Italian States to 1860 P - V
- Da Mosto, Andrea (1937). L'Archivio di Stato di Venezia. Indice Generale, Storico, Descrittivo ed Analitico. Tomo I: Archivi dell' Amministrazione Centrale della Repubblica Veneta e Archivi Notarili (італ.). Rome: Biblioteca d'arte editrice. OCLC 772861816. Архів оригіналу за 13 листопада 2021. Процитовано 13 листопада 2021.
- Fine, John Van Antwerp (2006). When Ethnicity Did Not Matter in the Balkans: A Study of Identity in Pre-Nationalist Croatia, Dalmatia, and Slavonia in the Medieval and Early-Modern Periods. Ann Arbor, Michigan: University of Michigan Press. ISBN 978-0-472-11414-6.
- Marin, Şerban (2004). Dominus quartae partis et dimidiae totius imperii Romaniae: The Fourth Crusade and the Dogal Title in the Venetian Chronicles' Representation. Quaderni della Casa Romena di Venezia. 3: 119—150.
- A dramatic account of the ceremonies and procedures that accompanied the election of a doge is to be found in the Estoires de Venise of Martino da Canal (англійський переклад авторства Laura K. Morreale, Padua, UniPress 2009).